# Luciano Beutler
Luciano Javier Beutler (Campana, Buenos Aires, Argentina, 6 de abril de 1979) es un futbolista argentino que se desempeña como delantero en el Real Jaén Club de Fútbol de España. Actualmente, tiene 2 hijos.

## Carrera
Con tan solo 16 años debutó en Villa Dálmine, en la Primera C. En 1996 hizo algunos goles y ascendió a la Primera B Metropolitana donde jugó 16 encuentros y convirtió en 3 oportunidades.
Un empresario de su ciudad le propuso probarse en River Plate y así se inició su relación con el equipo Millonario. Jugó en la quinta división y de ahí pegó el salto a la reserva, donde compartió partidos con Javier Saviola. Sus buenas actuaciones en 1997 le valieron una convocatoria al seleccionado Sub-20 de Argentina, con el que jugó en varias oportunidades.
Ramón Díaz, entrenador de River, lo hizo debutar en 1998 frente a Estudiantes en la victoria por 2:1 y le dio algunas chances más. Jugó en total 3 partidos en la Primera División, pero no convirtió goles.
Algunos medios de comunicación se vieron asombrados por su juego y enseguida comenzaron a buscar parecidos. El diario Clarín lo apodó “el clon de Cardetti”, y Crónica lo comparó con Ronaldo, en versión miniatura. Cuando el Ramón Díaz empezó a confiar en él, se rompió los ligamentos y estuvo 5 meses parado. Se recuperó lo cedieron a préstamo a Aldosivi de Mar del Plata.
Se volvió a lesionar en un amistoso ante Temperley y tuvo que quedarse 7 meses inactivo. Regresó a Buenos Aires, entrenó con la Reserva de River, y cuando estuvo más o menos recuperado regresó a Mar del Plata. Jugó algunos partidos e incluso hizo goles pero no le alcanzó para salvar al equipo del descenso.
Esa campaña le sirvió para pasar a Chacarita Juniors en el año 2000, donde también jugó poco y convirtió algunos goles. Antes, había estado entrenando con Platense de la mano de Ricardo Caruso Lombardi.
A mitad del 2000 recibió una oferta del Novara de Italia para jugar en la Serie C2 y fue uno de los goleadores del campeonato con 12 goles en 14 partidos. Siendo figura se fue al América de Brasil 2001, e hizo 6 goles en 10 partidos.
En 2001 pasó al Fiorenzuola Calcio, otro equipo de la Serie C2 italiana. Con Mario Kempes como DT.
En 2003 regresó a Mar del Plata, quizás influenciado por el sabor a revancha que le había quedado en su etapa en Aldosivi. Pero no fichó para el equipo del Puerto, si no para San Lorenzo, que disputaba la liga local. Beutler aportó 7 goles en la campaña que culminó con la vuelta olímpica del equipo rojinegro.
Emigró a España en 2004 para jugar en el Club Deportivo Iliturgi de la Primera División Andaluza. Allí se convirtió en ídolo. Hizo 15 goles en 28 partidos, el equipo salió campeón y él fue llevado en andas por la ciudad.
De Andalucía se fue a Jaén para jugar en el Real Jaén Club de Fútbol, donde casi no jugó por una nueva lesión.
En febrero del 2006, en el partido contra Los Villares, agredió al árbitro del cotejo, lesionándolo y provocando la suspensión del partido.

## Trayectoria
| Club                         | País      | Part. | Goles | Temporadas    |
| ---------------------------- | --------- | ----- | ----- | ------------- |
| Villa Dálmine                | Argentina | 16    | 3     | 1996-1997     |
| River Plate                  | Argentina | 3     | 0     | 1998          |
| Aldosivi                     | Argentina | 0     | 0     | 1999          |
| Chacarita Juniors            | Argentina | 12    | 2     | 2000          |
| Novara Calcio                | Italia    | 14    | 12    | 2000-2001     |
| America Football Club        | Brasil    | 10    | 6     | 2001          |
| Fiorenzuola Calcio           | Italia    | 3     | 0     | 2001-2003     |
| San Lorenzo de Mar del Plata | Argentina | 17    | 7     | 2003-2004     |
| Club Deportivo Iliturgi      | España    | 28    | 15    | 2004-2005     |
| Real Jaén Club de Fútbol     | España    | 14    | 2     | 2005-presente |
| Total                        |           | 117   | 47    |               |